# Grupo Cailín
Cailín es un pequeño grupo de tres islas chilenas, localizadas en el sureste del archipiélago de Chiloé. Está formado por Coldita, Laitec y Cailín, que le da su nombre. El grupo se encuentra frente a la ciudad de Quellón y forma parte de la comuna del mismo nombre. La población de las islas se dedica a la agricultura de subsistencia, la salmonicultura y el turismo.

## Cailín
Es la isla más cercana a Quellón. Tiene forma irregular con una gran bahía en su lado norte, que prácticamente la divide en dos secciones. «Cailín» aparentemente es una palabra del idioma chono, pues contiene el elemento lin que se cree que significa «cerro» en esa lengua.
Los primeros habitantes conocidos de la isla son los nómadas chonos, que a principios del siglo XVIII empezaron a establecerse allí de manera más permanente, luego de que hicieran las paces con las autoridades españolas y que fracasara el intento de radicarlos en la isla Guar, del archipiélago de Calbuco. En 1764 los misioneros jesuitas construyeron la Misión de Caylín, en que evangelizaban por separado a los chonos y a los caucahués, que habían sido convencidos de irse a vivir hasta allí. Durante la época colonial la isla era llamada el «Confín de la Cristiandad», porque era el lugar poblado por cristianos que se encontraba más al sur en toda América. Charles Darwin la visitó durante su viaje alrededor del mundo y transcribió su nombre como «Caylen».

## Coldita
Tiene unos 30 km² de superficie y está separada de la Isla Grande de Chiloé por el canal Coldita. De entre las tres islas de su grupo, es la que está más lejos de Quellón.
En 1936 el dirigente mapuche Manuel Aburto Panguilef, líder de la Federación Araucana, fue relegado a esta isla por el gobierno de Arturo Alessandri Palma. Durante su estadía habría organizado a un grupo de vecinos huilliches del sector, incorporándolos como un consejo local de su organización.
Su nombre proviene del mapudungun kolde, un pez de gran cabeza, y del diminutivo español -ita.